# Ptychohyla
Ptychohyla là một chi động vật lưỡng cư trong họ Nhái bén, thuộc bộ Anura. Chi này có 13 loài và 77% bị đe dọa hoặc tuyệt chủng.